# 덴진역
덴진역(일본어: 天神駅)은 후쿠오카현 후쿠오카시 주오구 덴진 니쵸메에 소재하는 후쿠오카 지하철 공항선의 역이다. 심벌 마크는 5개의 원을 둥글게 늘어놓은 것으로, 천신(天神) 모양을 의미하는 매화의 꽃을 나타낸다.

## 역구조
승차장
| 1 | ■공항선 | 하카타・후쿠오카 공항・하코자키 선 직통가이즈카 방면      |
| 2 | ■공항선 | 메이노하마・JR지쿠히 선 직통 (지쿠젠마에바루・가라쓰방면) |

## 역사
- 1981년(쇼와 56년) 7월 26일 - 개통.